# انجمن بین‌المللی مهندسان خوردگی

## تاریخچه
انجمن بین‌المللی مهندسان خوردگی (به انگلیسی: NACE International)، تأسیس ۱۹۴۳ میلادی، معتبرترین نهاد تخصصی پیش‌گیری و کنترل خوردگی در دنیا است.
این انجمن هم‌اکنون بیش از ۳۰۰۰۰ عضو در ۱۱۶ کشور جهان دارد، و مرکز آن در هیوستون از شهرهای ایالت تگزاس در ایالات متحده آمریکا است.

## نشریات
مهمترین نشریات علمی این سازمان ماهنامه ارزیابی مواد و ماهنامه خوردگی 
هستند.